# William Frederick Poole
William Frederick Poole (24 décembre 1821, Salem, Massachusetts - 1er mars 1894) est un bibliographe et bibliothécaire américain.

## Biographie
Il est diplômé de l'Université Yale en 1849, où il assiste John Edmands, qui est étudiant à la Brothers in Unity Library. Poole succède à Edmands à la bibliothèque et en 1848, alors qu'il est encore étudiant, publie son propre index de 154 pages sur la littérature périodique. Une édition de 524 pages est publiée en 1853, et une troisième édition de 1469 pages en 1882.
Il est bibliothécaire adjoint du Boston Athenæum en 1851 et, en 1852, il devient bibliothécaire de la Boston Mercantile Library. De 1856 à 1869, il est bibliothécaire du Boston Athenaeum, où il inspire les carrières de Charles Evans (bibliothécaire) (en), William I. Fletcher (en) et Caroline Hewins (en). Poole est un pionnier du mouvement des bibliothèques publiques. Il est le premier bibliothécaire de la bibliothèque publique de Cincinnati de 1869 à 1873, où il introduit avec succès l'idée d'ouvrir la bibliothèque le dimanche, et le premier bibliothécaire de la bibliothèque publique de Chicago de 1873 à 1887. Poole construit la collection initiale de Chicago en partie en persuadant des amis de la communauté universitaire à travers les États-Unis de faire don de volumes. De nombreux livres avaient péri dans le grand incendie de Chicago en 1871, même si la catastrophe s'est produite deux ans avant que la ville n'ait ouvert une bibliothèque. Le couronnement de sa carrière est comme bibliothécaire de la Newberry Library, une institution de recherche privée, de 1887 à 1894. Poole conçoit le bâtiment, qui se trouve toujours au 60 West Walton Street. Alors qu'il est une force motrice dans le mouvement des bibliothèques modernes, les idées de Poole le mettent finalement du mauvais côté de l'histoire. Poole pense que chaque collection est unique et que les bibliothécaires devaient concevoir un système de construction et de catalogue adapté à chaque collection. Le nom de son contemporain, Melvil Dewey, est attaché à l'idée d'uniformiser la classification. Poole est président de l'American Library Association et également président de la Société américaine d'histoire. Il est élu membre de l'American Antiquarian Society en 1877.

## Œuvres
- An alphabetical index to subjects, treated in the reviews, and other periodicals, to which no indexes have been published,, 1848
- An index to periodical literature, 1853
- Cotton Mather et la sorcellerie de Salem, 1869
- Anti-slavery opinions before the year 1800, 1873 [7]
- The ordinance of 1787, and Dr. Manasseh Cutler as an agent in its formation, 1876 [8]
- IPoole's Index to Periodical Literature, 1888
- Columbus and the Founding of the New World, 1892